# Padiglione auricolare
Il padiglione auricolare è la parte visibile dell'orecchio esterno, si trova simmetricamente ai lati della testa, posteriormente all'articolazione temporo-mandibolare e anteriormente al processo mastoideo. Ha una forma ovalare e raggiunge le dimensioni definitive intorno ai sette anni ed è suscettibile a molte differenze individuali per forma, dimensioni e modalità di impianto sulla testa. Presenta un asse maggiore verticale leggermente inclinato in basso e in avanti e con una lunghezza media di 60–65 mm e un asse minore lungo circa 30–35 mm. Possiede una struttura cartilaginea che gli dona notevole elasticità ed è ricoperto dalla cute.
Insieme al condotto uditivo esterno svolge la funzione di raccogliere le onde sonore e convogliarle verso il timpano.
Viene comunemente chiamato orecchio o orecchia, ma anatomicamente parlando per orecchio si intende l'intero organo deputato alla ricezione delle onde sonore e non solo la parte esterna.

## Vascolarizzazione e innervazione
Il padiglione auricolare è irrorato dall'arteria auricolare posteriore ad eccezione della parte anteriore della faccia laterale che è servita dall'arteria temporale superficiale, entrambi rami della carotide esterna.
Le vene confluiscono nelle vene temporale superficiale e auricolari posteriori che si gettano nella vena giugulare esterna.
I vasi linfatici formano una rete che fa capo a tre gruppi linfonodali: 
- linfonodi pretragici e parotidei sottofasciali drenano la regione anterosuperiore della faccia laterale del padiglione;
- linfonodi parotidei inferiori drenano la parte inferiore della faccia laterale e parte della faccia mediale;
- linfonodi mastoidei e parotidei inferiori drenano la regione posteriore della faccia laterale e tutta la faccia mediale.

La parte ascendente dell'elice e il trago sono innervati dal nervo auricolotemporale (ramo del trigemino). La cute della conca è innervata da fibre dei nervi vago, glossofaringeo e facciale. La faccia mediale e la restante parte della faccia laterale sono innervate dal nervo grande auricolare (ramo del plesso cervicale).
Di questi, solo il nervo facciale porta anche fibre motorie per i muscoli estrinseci ed intrinseci, gli altri nervi garantiscono innervazione sensitiva.

## Struttura
Il padiglione auricolare presenta uno scheletro cartilagineo rivestito da cute, muscoli e legamenti.
La sua superficie esterna non è piatta, ma ha una forma ovale irregolare, in quanto la lamina cartilaginea che ha la funzione di sostegno forma delle sporgenze e depressioni, che si ripercuotono sia sulla faccia laterale che mediale. Quest'ultima è la meno visibile, è libera posteriormente, mentre anteriormente è fissata sulla testa dalla quale è separata dal solco cefaloauricolare.
La cute aderisce alla cartilagine più fortemente nella faccia laterale, mentre medialmente è più lassa. In adulti e anziani i peli a livello del trago si fanno più lunghi e rigidi e vengono chiamati tragi. Le ghiandole sebacee sono presente su tutta la superficie, mentre quelle sudoripare sono praticamente assenti.

### Cartilagine

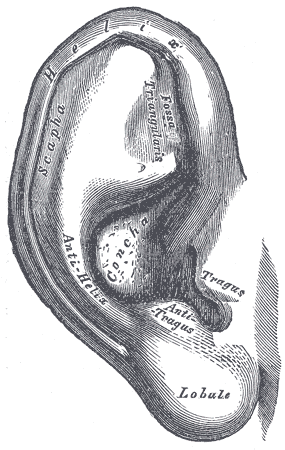
Solchi e depressioni del padiglione

Sulla faccia laterale sono maggiormente visibili le irregolarità che contraddistinguono i padiglioni auricolari. In continuazione con il condotto uditivo esterno è presente la conca, una depressione suddivisa in due parti (cymba concheae in alto e cavità della conca in basso) dalla radice dell'elice, il rilievo più periferico che forma il contorno della metà superiore del padiglione per continuare in basso con la coda dell'elice e arrivare fino al lobulo. Il lobulo è una piega cutanea ricca di tessuto adiposo e priva di supporto cartilagineo. Sul bordo dell'elice è presente un piccolo rilievo, il tubercolo di Darwin che può essere più o meno accentuato.
Altro rilievo presente è l'antelice, posto in posizione centrale, è separato dall'elice tramite il solco dell'elice ed origina in alto da due rami che delimitano la fossa triangolare.
Sotto la radice dell'elice è presente una lamina triangolare che copre in parte l'apertura del meato acustico, il trago, separato dall'antitrago tramite l'incisura intertragica.

### Muscoli
I muscoli si dividono in estrinseci ed intrinseci.Nell'uomo sono piuttosto rudimentali a differenza di altri animali che li usano per orientare il padiglione verso la sorgente sonora.
Muscoli intrinseci
- grande muscolo dell'elice
- piccolo muscolo dell'elice
- muscolo del trago
- muscolo dell'antitrago
- muscolo trasverso del padiglione
- muscolo obliquo del padiglione

Muscoli estrinseci
- muscolo auricolare anteriore
- muscolo auricolare superiore
- muscolo auricolare posteriore

### Legamenti
I legamenti si dividono in estrinseci, (legamento anteriore e posteriore) che collegano la cartilagine all'osso temporale, ed intrinseci che sono tesi fra i vari rilievi cartilaginei e mantengono la forma del padiglione.

## Derivazione embriologica
Il padiglione auricolare si rende evidente intorno alla VI settimana di gestazione nel feto umano e si sviluppa da sei protuberanze tondeggianti, denominati tubercoli di Hiss, derivanti dal primo e dal secondo arco faringeo. Queste tubercoli evolveranno nelle sottostrutture del padiglione auricolare e gradualmente si spostano verso l'alto e all'indietro per la loro posizione definitiva sulla testa.
Dai primi tre tubercoli derivanti dal I arco faringeo, si formano: il trago, la radice dell'elice, e l'elice. Essi sono innervati dal punto di vista sensitivo attraverso il nervo trigemino, a sua volta originante del primo arco branchiale. 
Dagli altri tubercoli derivati dal II arco faringeo si formano: l'antielice, l'antitrago ed il lobulo. Queste porzioni sono innervati dal plesso cervicale e da una piccola porzione del nervo facciale. Per quest'ultimo motivo si spiega perché le vescicole che insorgono nelle infezioni da herpes del nervo facciale (sindrome di Ramsay Hunt tipo II) si localizzino proprio su queste strutture del padiglione auricolare.

## Funzione
Nei mammiferi il padiglione, data la sua mobilità, ha il ruolo importante nella recezione dei suoni, orientandosi a seconda della provenienza di questi. Nell'uomo, avendo perso tale mobilità, esso si riduce a una lamina cartilaginea di pochi millimetri di spessore, rivestita da un sottile strato cutaneo che riveste le due facce del padiglione.
Nell'uomo come negli animali il padiglione permette di captare il suono in modo stereoscopico, ovvero da qualsiasi parte provenga, dandoci così la possibilità di capirne la direzione di provenienza.

## Patologie congenite
Le anomalie gravi dell'orecchio esterno sono rare, ma possono essere comuni quelle meno gravi. Piccole anomalie del padiglione possono essere riscontrate come caratteristiche familiari.
Alcune anomalie possono servire come indicazione di altre anomalie congenite: forma anomala e posizione bassa del padiglione possono indicare una trisomia 18 o una malformazione dovuta ad ingestione di farmaci teratogeni da parte della madre.

### Appendici auricolari
La presenza di tubercoli auricolari accessori può portare ad appendici formate da cute e occasionalmente cartilagine. Possono essere sia unilaterali che bilaterali.

### Assenza del padiglione
La mancanza dei tubercoli auricolari porta, invece, all'anotia, cioè la mancanza dei padiglioni auricolari.

### Microtia
Un ridotto sviluppo dei tubercoli auricolari porta a microtia, cioè un padiglioni piccoli o rudimentali.

### Seni preauricolari
I seni preauricolari sono tubi o fossette con piccole aperture esterne situati nella parte anteriore del padiglione auricolare. La base embriologica di tali strutture non è nota, ma sono associati a sordità e malformazioni renali. La causa più probabile è una mancata chiusura della parte dorsale del primo solco faringeo.